# Erik Albinder
Erik Albinder (* 17. Februar 1975) ist ein früherer schwedischer Biathlet.
Erik Albinder gab sein internationales Debüt mit einem Paukenschlag. Er wurde bei den Biathlon-Weltmeisterschaften 2000 in Lahti an der Seite von Rickard Noberius, Tord Wiksten und Henrik Forsberg als Schlussläufer eingesetzt und wurde 12. Es sollte nicht nur der einzige Einsatz bei einer WM, sondern auch im Rahmen des Weltcups bleiben. Ein Jahr später wurden die Biathlon-Europameisterschaften 2001 in der Haute-Maurienne zum Saisonhöhepunkt. Albinder erreichte im Einzel den 43., im Sprint den 51. und mit David Ekholm, Erik Olofsson und Jörgen Saarela im Staffelrennen den zehnten Platz. Bei der Militär-Skiweltmeisterschaft 2001 kam in Jericho ein 55. Rang im Sprint für den Sportsoldat hinzu. Es folgten in der Folgezeit vor allem Einsätze im Europacup, bei denen der Schwede regelmäßig in die Punkte lief, ohne jedoch Top-25-Resultate zu erreichen. Letzte internationale Meisterschaft wurden die Militär-Skiweltmeisterschaften 2004 in Östersund. Albinder kam auf den 75. Rang im Sprint und wurde 20. mit der Militärpatrouille. Nach der Saison beendete er seine Karriere.

## Weltcup-Statistik
Die Tabelle zeigt alle Platzierungen (je nach Austragungsjahr einschließlich Olympische Spiele und Weltmeisterschaften).
- 1.–3. Platz: Anzahl der Podiumsplatzierungen
- Top 10: Anzahl der Platzierungen unter den ersten zehn (einschließlich Podium)
- Punkteränge: Anzahl der Platzierungen innerhalb der Punkteränge (einschließlich Podium und Top 10)
- Starts: Anzahl gelaufener Rennen in der jeweiligen Disziplin
- Staffel: inklusive Mixed- und Single-Mixed-Staffeln

| Platzierung         | Einzel | Sprint | Verfolgung | Massenstart | Staffel | Gesamt |
| ------------------- | ------ | ------ | ---------- | ----------- | ------- | ------ |
| 1. Platz            |        |        |            |             |         |        |
| 2. Platz            |        |        |            |             |         |        |
| 3. Platz            |        |        |            |             |         |        |
| Top 10              |        |        |            |             |         |        |
| Punkteränge         |        |        |            |             | 1       | 1      |
| Starts              |        |        |            |             | 1       | 1      |
| Stand: Karriereende |        |        |            |             |         |        |